# Prinsbisdom Riga
Het prinsbisdom Riga was het wereldlijk gebied van de prins-bisschop en later aartsbisschop van Riga onder de soevereiniteit van de Heilige Stoel in Rome.
Zij werd in 1186 in Üxküll door Meinhard van Segeberg opgericht als het bisdom Lijfland, vervolgens na verplaatsing naar Riga in 1202 door Albert van Riga als het bisdom Riga. 
Tijdens de Lijflandse Kruistocht veroverden de Orde van de Zwaardbroeders en bisschop Albert van Riga de rest van Lijfland. In 1209 werd Visvaldis, de vorst van Jersika, militair verslagen door bisschop Albert en de Orde van de Zwaardbroeders. Hij werd gedwongen zijn koninkrijk aan Albert te schenken, waarna hij een deel ervan als leengoed van het Bisdom Riga terug kreeg. In 1214 sloten de heersers van het vorstendom Tālava een verdrag met bisschop Albert van Riga, waardoor het noordelijke deel van het vorstendom naar het bisdom ging.
In 1228 sloot de pauselijk legaat Willem van Modena een compromis tussen de bisschop en de Orde, waarbij de Orde twee derde en de bisschop een derde van het gebied in handen kreeg. Het vorstendom Koknese ging, na in 1209 veroverd te zijn door de Zwaardbroeders, in 1238 naar het bisdom. 
In 1255 werd Riga verheven tot aartsbisdom van het gehele Baltische gebied inclusief Pruisen.
Na de hervorming werd het gebied lutheraans en de positie van de bisschop bleek onhoudbaar. De Lijflandse Oorlog van 1558 tot 1582 betekende het einde van de oude machtsstructuren. In 1561 trad de laatste bisschop, Willem van Brandenburg, af. Riga verklaarde zich een vrije stad, en de landdag van de Lijflandse Confederatie vroeg de bescherming aan van Sigismund II, grootvorst van Litouwen en koning van Polen. In 1566 werd het een deel van het hertogdom Lijfland onder het Pools-Litouwse Gemenebest.

## Lijst van bisschoppen en aartsbisschoppen van Riga
| Bisdom Lijfland, 1186–1255  | Bisdom Lijfland, 1186–1255               |
| --------------------------- | ---------------------------------------- |
| 1186–1196                   | Meinhard van Segeberg                    |
| 1196–1198                   | Berthold van Hannover                    |
| 1199–1229                   | Albert van Riga                          |
| 1229–1253                   | Nikolaus van Nauen                       |
| Aartsbisdom Riga, 1255–1561 |                                          |
| 1245–1273                   | Albert Suerbeer                          |
| 1273–1284                   | Johannes I van Lune                      |
| 1285–1294                   | Johannes II van Vechten                  |
| 1294–1300                   | Johannes III van Schwerin                |
| 1300–1302                   | Isarnus Tacconi van Fontiès-d'Aude       |
| 1303–1310                   | Jens Grand (titulair, was nooit in Riga) |
| 1304–1341                   | Friedrich van Pernstein                  |
| 1341–1347                   | Engelbert van Dolen                      |
| 1348–1369                   | Bromhold van Vyffhusen                   |
| 1370–1374                   | Siegfried Blomberg                       |
| 1374–1393                   | Johannes IV van Sinten                   |
| 1393–1418                   | Johannes V van Wallenrodt                |
| 1418–1424                   | Johannes VI Ambundi                      |
| 1424–1448                   | Henning Scharpenberg                     |
| 1448–1479                   | Silvester Stodewescher                   |
| 1479–1484                   | -Sede vacante-                           |
| 1484–1509                   | Michael Hildebrand                       |
| 1509–1524                   | Jasper Linde                             |
| 1524–1527                   | Johannes VII Blankenfeld                 |
| 1528–1539                   | Thomas Schöning                          |
| 1539–1563                   | Wilhelm van Brandenburg                  |